# Gerd Biermann
Gerd Biermann (* 19. September 1914 in Berlin; † 27. Dezember 2006 in Brixen/Südtirol) war ein Kinderarzt und Psychotherapeut. Biermann gilt als Pionier der psychoanalytischen Kinderpsychotherapie und psychohygienischer Reformen. Er war Mitbegründer und erster Leiter des Brühler Instituts für Psychohygiene.

## Leben und Wirken

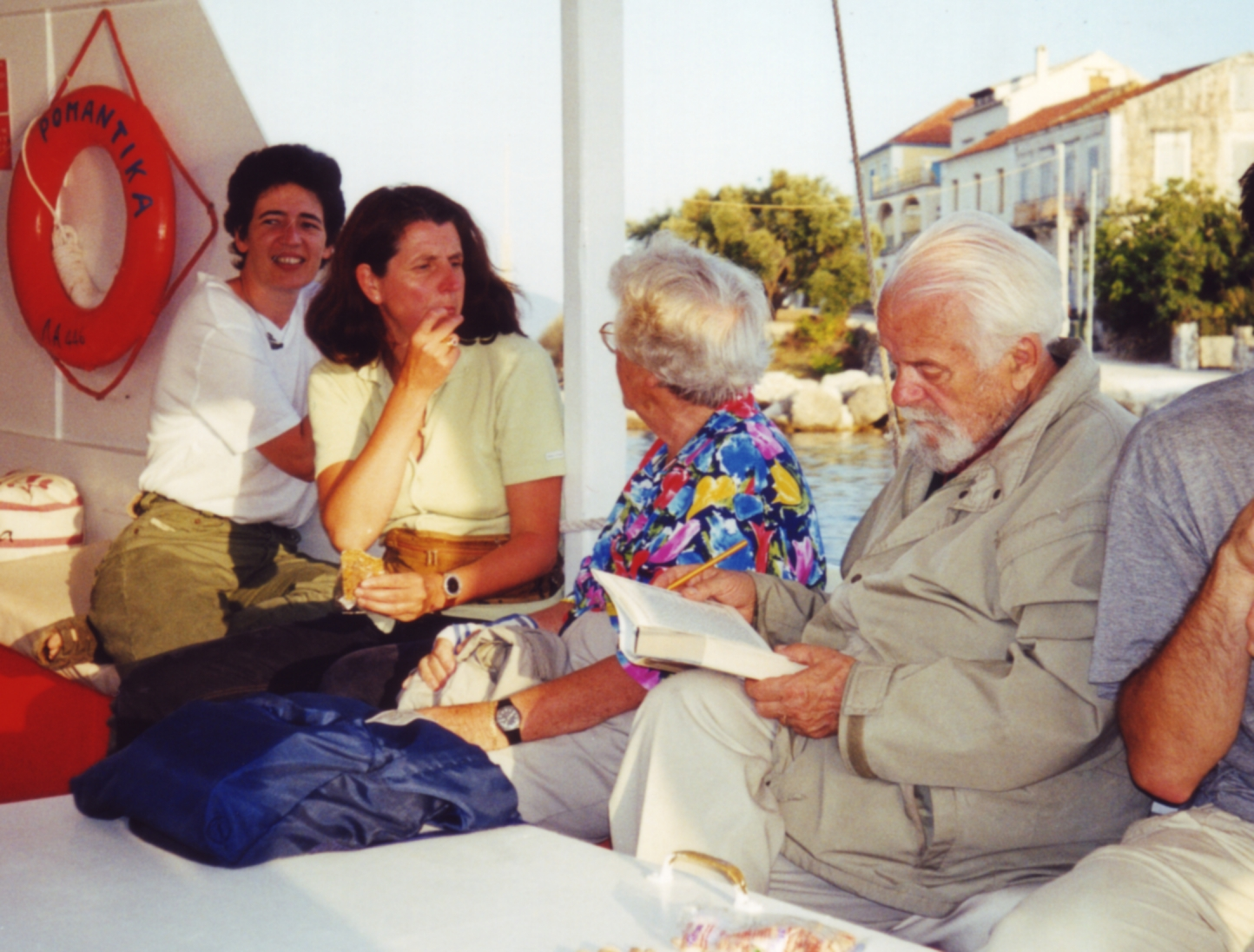
Biermann, 1999 auf Kefalonia, Griechenland

In seiner Geburtsstadt verlebte er seine Kinderjahre. Nach dem Abitur studierte er Medizin in Berlin, Heidelberg und Freiburg im Breisgau. Zunächst war der junge Mediziner als Pathologe tätig, ließ sich dann zum Kinderarzt ausbilden. Zudem bildete er sich zum Psychoanalytiker  bei Alexander Mitscherlich in Heidelberg und bei Gustav Bally in Zürich weiter.
Als erster deutscher Kinderarzt arbeitete er in der von Anna Freud geleiteten Hamstead Clinic in London. In der Hauptstadt Englands lernte er auch Nelly Wolffheim kennen, mit der er 1964/65 an der Neuherausgabe der Publikation Freud zur Kinderpsychologie arbeitete. Von 1959 bis 1970 war er Leiter der psychosomatischen Beratungsstelle für Kinder und Jugendliche an der Universitäts-Kinderpoliklinik München.
Gerd Biermann war Mitbegründer des renommierten Instituts für Psychohygiene in Brühl bei Köln, dessen erster Leiter er 1970 wurde. Dort gründete er das Nelly-Wolffheim-Archiv, das 1997 in das Archiv des Pestalozzi-Fröbel-Haus in Berlin überging. Er entwickelte das Brühler Modell, in dem es darum ging, alle Dienste wie Kinderärzte, Erziehungsberatung und Familientherapie, Schulpsychologie und Bildungsberatung, Logopädie und Kinderpsychotherapie unter ärztlicher Leitung in einem multidisziplinären Team zusammenzufassen.
Im Jahr 1977 gründete er nach dem Brühler Modell die Ärztliche Akademie für Psychotherapie von Kindern und Jugendlichen, die bis heute nahezu 1000 Kinderärzte sowie Kinder- und Jugendlichenpsychiater zu Psychotherapeuten ausgebildet hat. Es war u. a. sein Erfolg, dass psychohygienische Reformen an Kinderkrankenhäusern in den letzten Jahrzehnten überall umgesetzt wurden. So ist das rooming-in, die gemeinsame Aufnahme von Müttern und Vätern mit ihren Kindern im Krankenhaus, heute eine Selbstverständlichkeit.

## Arbeitsschwerpunkte
Seine Arbeitsschwerpunkte waren die Kinderpsychotherapie, insbesondere die Psychosomatik. Gerd Biermann errichtete psychosomatische Abteilungen an Kinderkliniken in Heidelberg und Hamburg. Er war  Herausgeber des Handbuchs für Kinderpsychotherapie (in 5 Bänden), für das er mehrere Beiträge schrieb, und das  nach wie vor ein Standardwerk der analytischen Kinderpsychotherapie ist. Mehrere Monographien, beispielsweise über Kindesmisshandlung, über die Kinder von Tschernobyl sowie den tiefenpsychologischen Zeichentest Die verzauberte Familie hatte der Pionier der Kinderpsychotherapie veröffentlicht.
Auch privat setzte sich Gerd Biermann bis ins hohe Alter und unterstützt von seiner Frau und Kollegin Renate für die Belange von Kindern in Notlagen ein.

## Werke (Auswahl)
- Handbuch der Kinderpsychotherapie, München 1969 bis 1995 (5 Bände)
- Kinder im Schulstress, München 1977
- Mutter und Kind im Krankenhaus, München 1978
- Unsere kranken Kinder. Neue Wege ihrer Behandlung, München 1984
- Das ärztliche Gespräch mit Kinder und Jugendlichen, München 1985
- Nelly Wolffheim und die Psychoanalytische Pädagogik, Gießen 1997
- Die verzauberte Familie. Ein tiefenpsychologischer Zeichentest, München 1999
- Die Kinder von Tschernobyl. Nadezhda. Hoffnung durch Hilfe, München 1999
- Autogenes Training mit Kindern und Jugendlichen, München 1999
- Traumatisierung in Kindheit und Jugend, München 2001